# Rossin
Rossin er en by og kommune i det nordøstlige Tyskland, beliggende i Amt Anklam-Land i den centrale del af Landkreis Vorpommern-Greifswald. Landkreis Vorpommern-Greifswald ligger i delstaten Mecklenburg-Vorpommern.
Indtil 31. december 2004 hørte kommunen under Amt Ducherow.

## Geografi
Rossin er beliggende vest for Bundesstraße B 109 og øst for B 197, ca. 18 kilometer syd for Anklam. I kommunen ligger ud over Rossin, landsbyen Charlottenhof.

## Eksterne kilder og henvisninger
- Wikimedia Commons har flere filer relateret til Rossin
- Byens side Arkiveret 28. februar 2017 hos  Wayback Machine på amtets websted
- Statistik Arkiveret 28. februar 2017 hos  Wayback Machine